# La Lune rousse (journal féministe)
La Lune rousse est un journal féministe toulousain comptant treize numéros publiés entre 1977 et 1982. C'est le « journal de bord » de la Maison des femmes de Toulouse.

## Création du journal
Son comité de rédaction est composé uniquement de femmes, sans expérience dans la rédaction et la publication de journaux. Les articles sont seulement signés par des prénoms ou des surnoms (qui changent parfois selon les articles, au sein d’un même numéro). Il n’y a aucune censure concernant la publication des articles, et le travail collectif est valorisé à la place de l’apport personnel. Ces éléments sont récurrents dans la rédaction de la presse féministe des années 1970, comme par exemple pour la revue Le Torchon brûle, publiée au niveau national entre 1971 et 1973. Il n'y a de plus pas de régularité concernant les dates de publication, et certains numéros ne sont pas précisément datés.
Le journal dure jusqu’en 1982, date de la fermeture de la Maison des femmes de Toulouse (les créations de Maisons des femmes sont des actions concrètes du MLF dans les années 1970), et évolue au fur et à mesure des années, notamment à partir du numéro 8 daté de mai 1980 : la mise en page est plus soignée, la spontanéité des articles s’estompe au profit d’articles plus détaillés, réfléchis et rangés par thèmes.

## Dates de parution
- La Lune rousse, numéro 1, 1977
- La Lune rousse, numéro 2, 1977
- La Lune rousse, numéro 3, 1977
- La Lune rousse, numéro 4, 1978
- La Lune rousse, numéro 5, juillet 1978
- La Lune rousse, numéro 6, février 1979
- La Lune rousse, numéro 7, août 1979
- La Lune rousse, numéro 8, mai 1980
- La Lune rousse, numéros 9-10, juin 1980
- La Lune rousse, numéro 11, hiver 1980-1981
- La Lune rousse, numéros 12-13, tome 1, 1981-1982
- La Lune rousse, numéros 12-13, tome 2, 1981-1982

## Contenu du journal
Les numéros de La Lune rousse fourmillent de sujets divers et variés. La raison est que ce journal n'a pas vocation pédagogique, c'est un journal rédigé par les femmes de la Maison des femmes de Toulouse, pour elles-mêmes, bien que quelques exemplaires soient laissés dans des kiosques de la ville. Ainsi, les textes abordent des sujets qui concernent les militantes : politiques autour des luttes à mener ("Un 8 mars férié, chômé, payé pour les femmes ?"), des ressentis personnels et collectifs ("La même A.G., deuxième version ou et si l’on ne s’aimait plus ?"), des expériences vécues ("Le pays des femmes"), des articles concernant les activités du Ciné-club des femmes de Toulouse ("Réflexion sur le Ciné-club de la maison des femmes"), des écrits sur l'art et la culture ("Véra", "Un été aux États-Unis")...
La revue accorde aussi une place importante à l'expression artistique. Ainsi, à côté de nombreuses publications qui évoquent l'art et les artistes femmes, s'insèrent des photographies prises par les militantes, des dessins, des bandes dessinées, des poèmes, etc.